# Lacustrelix
Lacustrelix é um género de gastrópode  da família Camaenidae.
Este género contém as seguintes espécies:
- Lacustrelix minor
- Lacustrelix yerelinana